# 알리스 뷔토
알리스 뷔토(Alice Butaud, 1983년 11월 30일 ~ )는 프랑스의 배우이다.